# Wiggins (Familienname)
Wiggins ist ein ursprünglich angelsächsischer Familienname.

## Herkunft und Bedeutung
Wiggins ist ein patronymischer Familienname, der sich vom Namen Wigand ableitet.

## Namensträger
- Albert Wiggins (1935–2011), US-amerikanischer Schwimmer
- Andrew Wiggins (* 1995), kanadischer Basketballspieler
- Arthur Wiggins (1891–1961), britischer Ruderer
- Ben Wiggins (* 2005), britischer Radrennfahrer
- Bradley Wiggins (* 1980), britischer Radrennfahrer
- Candice Wiggins (* 1987), US-amerikanische Basketballspielerin
- Charles E. Wiggins (1927–2000), US-amerikanischer Jurist und Politiker
- David Wiggins (* 1933), britischer Philosoph
- Gary Wiggins (Radsportler) (1952–2008), australischer Radrennfahrer
- Gary Wiggins (Musiker) (1952–2020), amerikanischer Musiker
- Gerry Wiggins (1922–2008), US-amerikanischer Jazzpianist und -organist
- Graham Wiggins (1962–2016), US-amerikanischer Musiker und Komponist
- Ira Loren Wiggins (1899–1987), US-amerikanischer Botaniker
- James Wiggins (Footballspieler) (* 1997), US-amerikanischer American-Football-Spieler
- James Russell Wiggins (1903–2000), US-amerikanischer Journalist, Herausgeber und Diplomat
- Jennifer Lee Wiggins,  US-amerikanische Schauspielerin
- Josh Wiggins (* 1998), US-amerikanischer Schauspieler
- Laura Slade Wiggins (* 1988), US-amerikanische Schauspielerin und Musikerin
- Loudy Wiggins (* 1979), australische Wasserspringerin
- Marita Payne-Wiggins (* 1960), kanadische Leichtathletin
- Nick Wiggins (* 1991), kanadischer Basketballspieler
- Nicole Wiggins Sancho (* 2000), spanische Handballspielerin
- Phil Wiggins (1954–2024), US-amerikanischer Mundharmonikaspieler
- Philippa Wiggins (1925–2017), neuseeländische Biochemikerin und Hochschullehrerin
- Perry L. Wiggins (* 1961), US-amerikanischer Generalleutnant im Ruhestand
- Tom Wiggins (1849–1908), US-amerikanischer Musiker und Komponist
- Tudi Wiggins (1935–2006), kanadische Schauspielerin
- Wiley Wiggins (* 1976), US-amerikanischer Schauspieler